# Atractodes subsimilis
Atractodes subsimilis là một loài tò vò trong họ Ichneumonidae.